# Hjálmar (groupe)
Pour les articles homonymes, voir Hjálmar (homonymie).
Hjálmar est un groupe islandais de reggae, originaire de Keflavík.

## Histoire
Le groupe est formé à Keflavík en 2004, date à laquelle ils publient son premier album, intitulé Hljóðlega af stað. Celui-ci est nommé dans la catégorie du meilleur album rock de l'année au Íslensku tetsiksprúðalin (Iceland Music Awards), qu'il remporte.
L'album Hjálmar, sorti en 2005, comprend une chanson en islandais avec la même mélodie que le Värmlandsvisan (Ég vil fá mér kærustu). Le groupe participe également au Nyhetsmorgon de TV4. Hjálmar joue également au plus grand festival de musique des îles Féroé, G! et donne un dernier concert à Skriðuklaustur, en Islande, le 30 août 2006. Le groupe se réunit cependant en 2007 et publie l'album Ferðasót chez Record Records, qui atteindra la 13e place des charts en Norvège en juin 2021.

## Membres

### Membres actuels
- Þorsteinn Einarsson – chant, guitare (2004–2006, depuis 2007)
- Sigurður Halldór Guðmundsson – clavier, chant (2004–2006, depuis 2007)
- Guðmundur Kristinn Jónsson – guitare (2004–2006, depuis 2007)
- Valdimar Kolbeinn Sigurjónsson – basse (depuis 2007)
- Helgi Svavar Helgason – batterie, percussions (depuis 2007)

### Anciens membres
- Kristinn Snær Agnarsson – batterie (2004–2005)
- Micke « PB » Svensson - clavier (2005–2007)
- Nils Olof Törnqvist – batterie (2005–2007)
- Petter Winnberg – guitare basse (2004–2007)

## Discographie

### Albums studio
- 2004 : Hljóðlega af stað
- 2005 : Hjálmar
- 2007 : Ferðasót
- 2009 : IV
- 2010 : Keflavík Kingston
- 2011 : Órar

### EP
- 2013 : Dub of Doom (avec Jimmy Tenor)
- 2014 : Legao (avec Erlend Øye)

### Singles
- 2006 : Saga úr sveitinni
- 2008 : Dom hinner aldrig ifatt (avec Timbuktu)
- 2010 : Blómin í brekkunni
- 2010 : Gakktu alla leið
- 2011 : Messenger of Bad News (avec Jimmy Tenor)
- 2011 : Í gegnum móðuna
- 2011 : Ég teikna stjörnu
- 2013 : Skýjaborgin
- 2014 : Lof
- 2014 : Ferðasót
- 2014 : Leiðin okkar allra
- 2014 : Tilvonandi vor
- 2015 : Undir Fót
- 2015 : Hlauptu Hratt
- 2016 : Er Hann Birtist (avec Mr. Silla)
- 2016 : Allt er Eitt
- 2017 : Græðgin
- 2017 : Glugginn